# ママ帰ってこないの
『ママ、帰ってこないの - 交通事故の隠れた悲劇』（ママ、かえってこないの こうつうじこのかくれたひげき）は、2003年制作の交通安全啓蒙のための教育映画である。財団法人埼玉県交通教育協会の企画で作られた。
各地の運転免許試験場や自動車教習所などで、免許更新時や違反者講習などの教材として上映されている。

## あらすじ
主人公のエリートサラリーマン(国広富之)のオフィスに、ある日警察から電話がかかってくる。彼の妻(沖直未)が、親戚の結婚式帰りの飲酒運転の車に交差点ではねられ重体との知らせであった。
看病の甲斐もなく妻は死亡し、中学3年生の長男、小学生の長女、そして幼稚園児の次男とともに残された主人公の、男手ひとつでの生活が始まる。
しかし母をなくしたことが実感できない幼い次男の育児と仕事との両立は主人公を次第に疲れさせていく。
見かねた主人公の弟(見栄晴)が、自分が近居している主人公の母に次男だけでも預けることを提案するが、渋る主人公。
しかし、ある日、長女と一緒に雨の中を無理に帰宅した次男が高熱を出し、長期欠勤をせざるを得なくなった主人公は次男を預けることを決断する。
そして兄姉と弟に別れの日が・・・

## 製作
- (財)埼玉県交通教育協会
- 埼玉県警察本部
- (株)映学社

## キャスト
- 主人公：国広富之
- 妻：沖直未
- 主人公の弟：見栄晴
- 主人公の次男：井家良輔

## 詳細
- ふかわりょう BLOG: 第187回「来てほしくない日～後編～」